# Sikorsky S-11
Die Sikorsky S-11 war ein russisches Militärflugzeug.
Im Gegensatz zur parallel entstandenen erfolgreichen Doppeldeckerreihe S-6 und S-10 war die S-9 als Eindecker ausgelegt. Der Entwurf wurde verkleinert und leichter gestaltet, was zur S-11 führte, wobei u. a. auch die Flügelsteuerung verbessert wurde. Die Besatzung saß nebeneinander im Rumpf, wobei nur auf der linken Seite Steuerinstrumente vorhanden waren. Beim Militärflugzeugwettbewerb 1913 errang die S-11 den zweiten Platz, wurde aber nicht in Serie gebaut.

## Technische Daten Sikorsky S-11
| Kenngröße             | Daten                                                                            |
| --------------------- | -------------------------------------------------------------------------------- |
| Länge                 | 7,60 m                                                                           |
| Spannweite            | 11,60 m                                                                          |
| Flügelfläche          | 26,00 m²                                                                         |
| Leermasse             | 578 kg                                                                           |
| Startmasse            | 1005 kg                                                                          |
| Flächenbelastung      | 38,60 kp/m²                                                                      |
| Leistungsbelastung    | 10,00 kg/PS                                                                      |
| Triebwerk             | ein luftgekühlter 7-Zylinder-Umlaufmotor Gnome Monosoupape, 100 PS Startleistung |
| Höchstgeschwindigkeit | 102 km/h in Bodennähe                                                            |
| Steigzeit auf 500 m   | 6:15 min                                                                         |
| Startstrecke          | 77 m                                                                             |
| Landestrecke          | 55 m                                                                             |
| Besatzung             | 2                                                                                |